# Bundesautobahn 8
Pour les articles homonymes, voir A8 et Autoroute A8.
L'autoroute allemande 8 (Bundesautobahn 8 en allemand et BAB 8 en abrégé) est un axe autoroutier qui relie le Luxembourg à l'Autriche en traversant le sud de l'Allemagne.
Les premières portions furent construites sous le IIIe Reich.
Après la Seconde Guerre mondiale, les Américains exigèrent que la totalité de son tronçon entre Munich et Karlsruhe soit placé dans leur zone d'occupation. Ainsi en 1945, lors de la création du land de Wurtemberg-Bade, le dessin exact de la frontière méridionale de celui-ci avec le Wurtemberg-Hohenzollern et la Bade (situés en Zone d'occupation française), épousait donc la limite sud des districts préexistants traversés par cet axe autoroutier.

## Parcours
L'autoroute fédérale allemande no 8 prend la suite de l'autoroute luxembourgeoise A13 à la hauteur de la ville de Perl située dans la Sarre à la frontière germano-luxembourgeoise.
Son tracé est incomplet car un tronçon n'a jamais été réalisé entre les villes de Pirmasens dans le land de Rhénanie-Palatinat et Karlsruhe dans celui du Bade-Wurtemberg. L'A 8 est aussi interrompue dans la zone urbaine de Munich en Bavière qui est contournée par une voie périphérique (l'A 99).
Elle dessert les villes de Sarrelouis, Neunkirchen, Deux-Ponts, Karlsruhe, Pforzheim, Stuttgart, Kirchheim unter Teck, Ulm, Guntzbourg, Augsbourg, Munich et Rosenheim. À la hauteur de la ville de Salzbourg en Autriche, elle est prolongée par l'autoroute autrichienne A1 qui poursuit son trajet vers Vienne.

## Profil technique
Cet axe autoroutier inachevé comporte quelques handicaps, notamment par l'absence de mise aux dernières normes de sécurité des plus anciens tronçons.
De nombreuses portions sont encore revêtues de plaques de béton entre Karlsruhe et Munich, ce qui se révèle accidentogène par temps de pluie. En hiver, la chaussée devient glissante et les véhicules lourds peinent à gravir les massifs montagneux du Jura Souabe et de la Forêt-Noire, créant des embouteillages derrière eux.
Enfin, un tronçon situé dans l'arrondissement de Göppingen dans le land du Bade-Wurtemberg est dévié jusqu'en 2010, le temps de réaliser un tunnel aux normes de sécurité actuelles. Il est proposé de créer un péage pour couvrir les frais de construction, ce qui en ferait le premier péage autoroutier allemand.

## Galerie

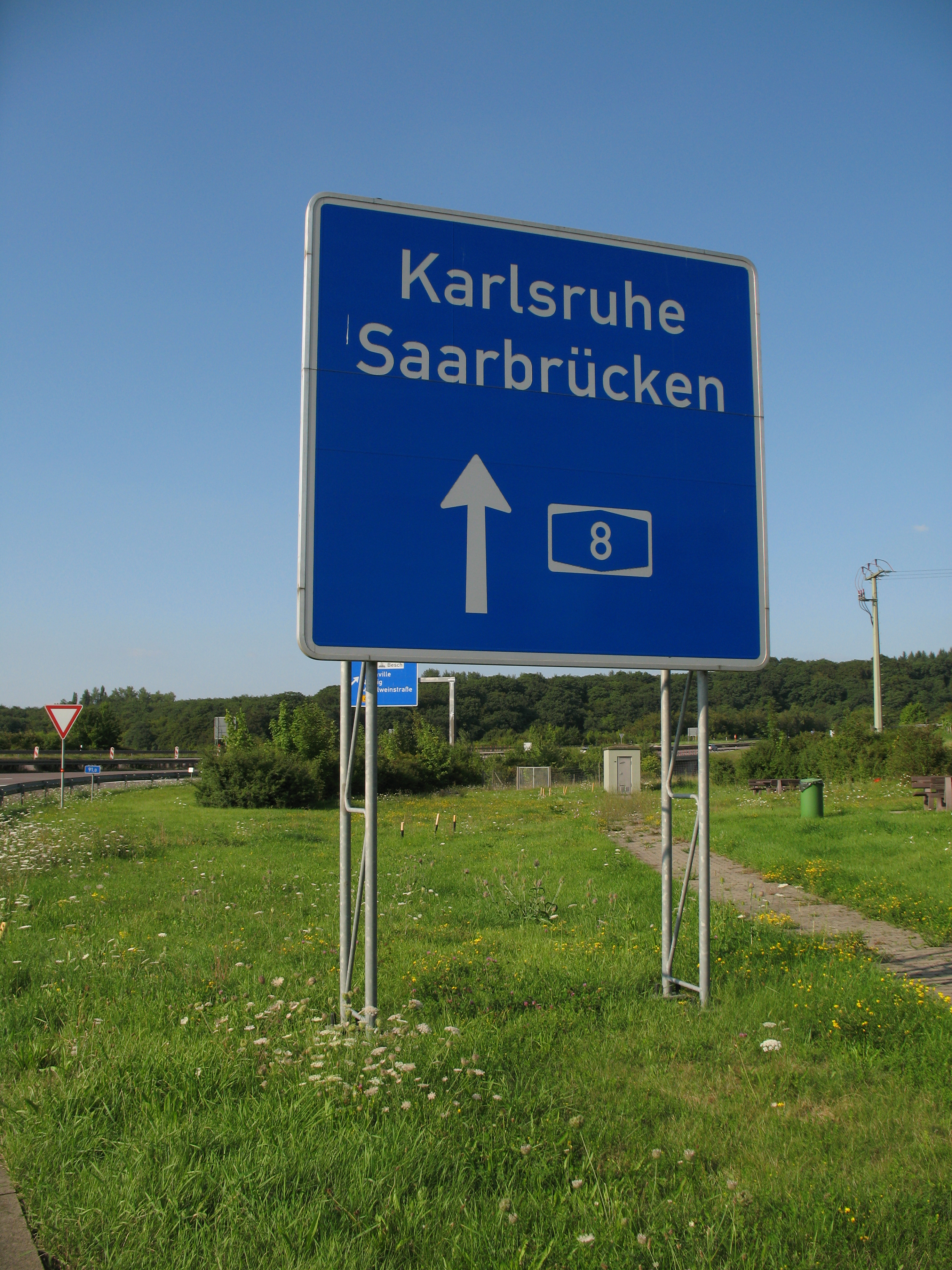
Début de l'autoroute no 8 à Perl.
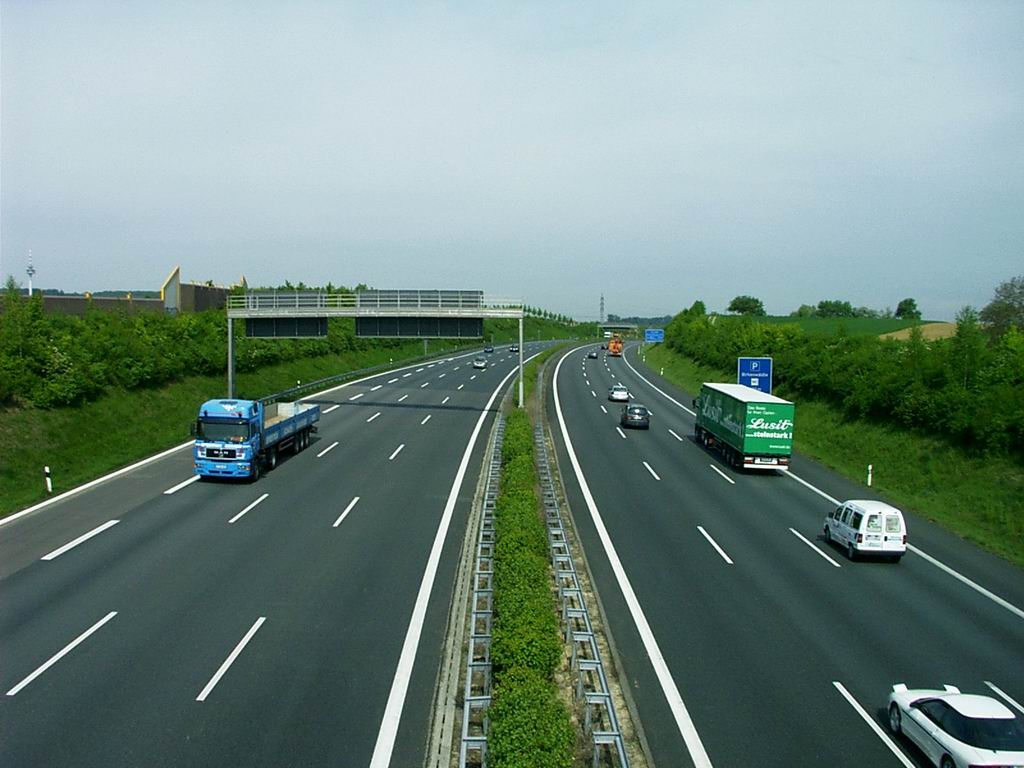
L'autoroute no 8 près de Karlsruhe.
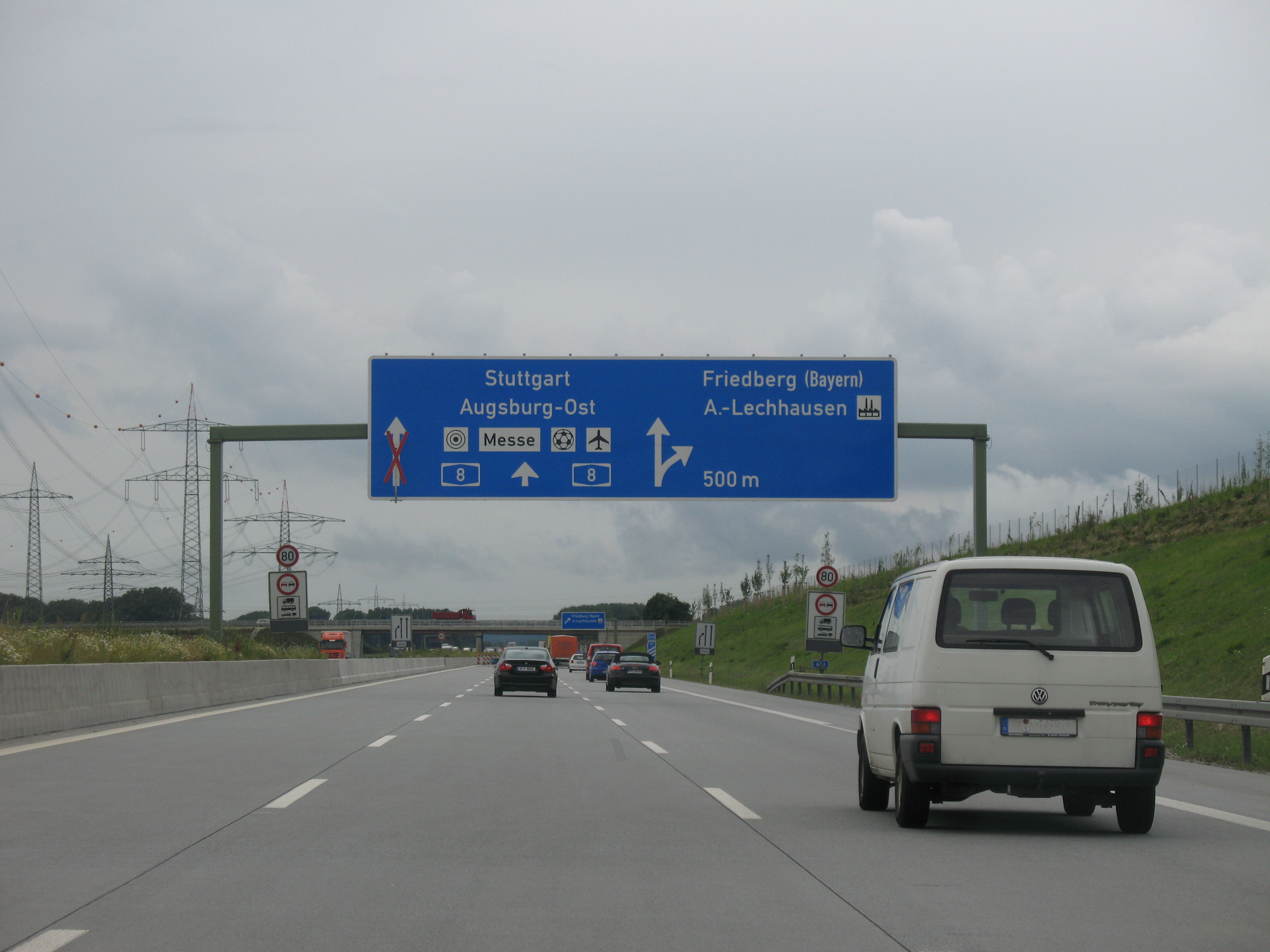
Une des portions historiques de l'autoroute no 8 en Bavière.